# 行政院
行政院（ぎょうせいいん）は、中華民国における最高行政機関（中華民国憲法53条）。内閣と各省庁を併せたものに相当する。行政院長は首相に相当し、中華民国総統が直接任命する。

## 構成
行政院の最高意思会議である行政院会議（閣議に相当する）は正副院長、正副秘書長、各部会の長（大臣）、5～7名の政務委員（無任所大臣に相当）によって構成される。その他の行政組織の長は内閣閣員として出席できるが議決権は無い。また、直轄市の長である台北市長、新北市長、桃園市長、台中市長、台南市長、高雄市長も出席できるが、議決権は無い。
2010年の行政院組織法改正により、2012年（民国101年）から順次再編されていき、最終的に従来の39組織（8部・2会・2局・1処・3署・21委員会）から14部・8委員会・2処・1行・1院・3独立機関の合計29組織が設置されることになる。このうち部が日本の「省」に、部長が「大臣」に相当する。委員会は「委員会」に、主任委員は「委員長」に相当する。
- 部
  - 内政部
  - 外交部
  - 国防部
  - 財政部
  - 教育部
  - 法務部
  - 経済部
  - 交通部
  - 環境部（2023年に行政院環境保護署から部に昇格）
  - 農業部（2023年に行政院農業委員会から部に昇格）
  - 衛生福利部（2013年に行政院衛生署から部に昇格）
  - 文化部
  - 労働部（2014年に行政院労工委員会から部に昇格)
  - 数位発展部（2022年に新設）
- 委員会
  - 僑務委員会
  - 客家委員会
  - 金融監督管理委員会
  - 国家発展委員会
  - 国軍退除役官兵輔導委員会
  - 原住民族委員会
  - 海洋委員会
  - 大陸委員会
  - 国家科学及技術委員会（2014年に行政院国家科学委員会から改組）

- 処
  - 主計総処
  - 人事行政総処

- 独立機関（二級）
  - 中央選挙委員会
  - 公平交易委員会
  - 国家通訊伝播委員会
  - 促進転型正義委員会(2022年解散[2])
- 独立機関（三級）
  - 国家運輸安全調査委員会（旧・飛航安全調査委員会）
  - 不当党産処理委員会

- その他の組織
  - 中央銀行
  - 国立故宮博物院

### 再編が決定している組織
- 委員会
  - 行政院公共工程委員会
  - 行政院原子能委員会
  - 蒙蔵委員会（2017年に廃止）

## 歴史
1928年（民国17年）、国民革命軍による北伐が完了し、張学良が南京国民政府支持を表明した後の10月3日に「中華民国国民政府組織法」が制定され、10月8日に初代行政院長として譚延闓が指名された。当時は、内政、外交、軍政、財政、農鉱、工商、教育、交通、鉄道、衛生の10部を有していた。
1947年（民国36年）、中華民国憲法が公布されると、「中華民国における最高行政機関」と位置づけられ、同年3月31日公布の「行政院組織法」により組織整備が進められた。憲法起草者の1人である中国民主社会党の張君勱によって内閣制に近い概念が採用され、行政院院長は総統の指名後、立法院の同意をもって任命され、総統令の副署権があるなど、いわゆる内閣総理大臣に近似していた。しかし、国共内戦を経て戒厳令体制が敷かれ、動員戡乱時期臨時条款により「総統大権」が認められたことにより、憲法が定める「内閣制」は形骸化した。
民主化が進んだ李登輝総統時代になると、憲法改正で総統令に対する院長の副署権と立法院による任命の同意がなくなったため大統領制に近づき、総統の輔弼機関として位置づけが強まった。
歴代院長は行政院長を参照。

## 庁舎
行政院が入る建物の所在地は、台北市中正区忠孝東路1段1号。
日本統治時代、台湾総督府営繕課長井手薫が設計し、台湾の漢人系企業である「協志商会」により1940年（昭和15年）に竣工した建物で、当時は台北市役所として使われた。国民政府が接収した後は台湾省政府庁舎として使われ、1957年（民国46年）より行政院として使用されている。なお、行政院は中華民国政府が台湾に移転した1949年（民国38年）当初は、総統府とともに「介寿館」（現在の総統府）に置かれていた。
施工当時の日本は日中戦争などにより物資が欠乏し始めていたため、華美な装飾を省いて造られたが、結果として日本統治時代末期のモダニズム建築を代表する建築物の一つとなった。国家古蹟（国定史跡）に指定されている。